# Nekrolog 1726
Nekrolog
◄◄
| ◄
| 1722
| 1723
| 1724
| 1725
| 1726 | 1727 | 1728 | 1729 | 1730 | ► | ►►
Weitere Ereignisse | Allgemeiner Nekrolog 1726
Die Beschreibung der verstorbenen Person sollte so kurz wie möglich gehalten sein und nur deren signifikante Tätigkeit(en) enthalten.
Neue Namen ggf. auch unter dem Geburts- und Sterbedatum, also etwa unter 1. Januar und im Geburts- und Sterbejahr (2024) eintragen (nur bei entsprechender großer Wichtigkeit). Für Beispiele siehe die schon vorhandenen Artikel.
Außerdem über die fünf zuletzt Verstorbenen, zu denen es einen ausreichend guten Artikel für eine Präsentation auf der Hauptseite gibt, nach der todesbedingten Überarbeitung der Artikel ggf. auch unter Wikipedia Diskussion:Hauptseite informieren und sie am besten auch in den anderen Wikipedia-Sprachversionen eintragen. Tipp: Regelmäßig bei news.google.de nach „ist tot“, „gestorben“ oder „verstorben“ suchen.
Wenn eine Person gestorben ist, gibt es viele Seiten zu dieser Person in der Wikipedia, die davon auch betroffen sind und entsprechend aktualisiert werden müssen. Beispiele: Namenübersichtsseite, Geburtsjahr, Geburtsort-Seiten und viele mehr.
Wie finde ich die betroffenen Seiten?
Im Suchfeld auf der linken Seite gibt man den Suchbegriff so ein: „Vorname Nachname“. Dann klickt man auf Volltext und alle Seiten mit entsprechendem Suchtext werden aufgerufen. Hier sieht man dann schnell, wo auch das Todesjahr Sinn macht oder sogar ein Teil des Artikels angepasst werden muss. Auch hilft das „Werkzeug“ auf der linken Seite sehr gut, um solche Seiten aufzufinden: „Links auf diese Seite“. Somit ist die Wikipedia wieder aktuell in allen Bereichen! Hinweis: bei Eintragung der Kategorie „Gestorben JAHR“ wird der Missbrauchsfilter 49 ausgelöst, was jedoch nicht schlimm ist. Siehe: Spezial:Missbrauchsfilter/49
Dies ist eine Liste von im Jahr 1726 verstorbenen bekannten Persönlichkeiten. Die Einträge erfolgen innerhalb der einzelnen Daten alphabetisch sortiert. Tiere sind im Nekrolog für Tiere zu finden.

## Januar
| Tag        | Name                                                  | Beruf, bekannt als                                                       | Alter | Beleg |
| ---------- | ----------------------------------------------------- | ------------------------------------------------------------------------ | ----- | ----- |
| 1. Januar  | Johann Friedrich Christian von der Recke zu Steinfurt | Landdrost im Hochstift Münster und Domherr in Paderborn                  |       |       |
| 2. Januar  | Domenico Zipoli                                       | italienischer Barockkomponist und Missionar                              | 37    |       |
| 4. Januar  | François Baffard                                      | französischer Genealoge                                                  |       |       |
| 7. Januar  | Johann Georg Mohr                                     | österreichischer Bildhauer des Barock                                    | 70    |       |
| 10. Januar | Andreas Reveillas du Veyne                            | preußischer Generalleutnant der Kavallerie, Gouverneur der Festung Peitz |       |       |
| 12. Januar | Ercole Turinetti de Prié                              | habsburgischer Statthalter                                               | 67    |       |
| 18. Januar | Bartolomeo Laurenti                                   | italienischer Komponist und Violinist des Barock                         |       |       |
| 21. Januar | Kacper Bażanka                                        | polnischer Architekt                                                     |       |       |
| 21. Januar | Franz Beer                                            | österreichischer Architekt und Baumeister                                | 65    |       |
| 23. Januar | Friedrich Konrad Hiller                               | deutscher evangelischer Jurist und Kirchenlieddichter                    | 74    |       |
| 24. Januar | Rowland Gwynne                                        | englischer Adliger und walisischer Politiker                             |       |       |
| 25. Januar | Guillaume Delisle                                     | französischer Kartograph                                                 | 50    |       |
| 28. Januar | Marie-Elisabeth de Ludres                             | Mätresse des französischen Königs Ludwig XIV.                            |       |       |
| 29. Januar | Georg Heinrich Rast                                   | deutscher Mathematiker und Hochschullehrer                               | 30    |       |

## Februar
| Tag         | Name                     | Beruf, bekannt als                                                | Alter | Beleg |
| ----------- | ------------------------ | ----------------------------------------------------------------- | ----- | ----- |
| 2. Februar  | Joachim von Dale         | Jurist und Ratsherr der Hansestadt Lübeck, Geheimer Kommerzienrat |       |       |
| 3. Februar  | Alexis Littré            | französischer Mediziner, Chirurg, Anatom und Hochschullehrer      | 67    |       |
| 9. Februar  | Johann Friedrich Karcher | deutscher Gartenarchitekt und Baumeister                          | 75    |       |
| 16. Februar | Franz Baugut             | böhmischer Bildhauer, Schnitzer, Baumeister, Tischler und Jesuit  |       |       |
| 18. Februar | Jacques Carrey           | französischer Maler und Zeichner                                  | 77    |       |
| 18. Februar | Adam Mikołaj Sieniawski  | polnischer Adeliger, Beamter im Staatsdienst und Feldherr         |       |       |
| 26. Februar | Maximilian II. Emanuel   | Kurfürst von Bayern, Generalstatthalter der Niederlande           | 63    |       |
| Februar     | Johann David Mauchart    | württembergischer Mediziner                                       | 56    |       |

## März
| Tag      | Name                                      | Beruf, bekannt als | Alter | Beleg |
| -------- | ----------------------------------------- | --- | ----- | ----- |
| 1. März  | Alexander Magnus von der Marwitz          | preußischer Generalmajor                                                                                                  | 57    |       |
| 1. März  | Johann Abraham Mayer                      | deutscher Mediziner | 42    |       |
| 6. März  | Henriette Catharina von Gersdorff         | deutsche religiöse Lyrikerin, Förderin von Reformbewegungen in der evangelischen Kirche, Förderin Herrnhuts und Dichterin | 77    |       |
| 11. März | Louis Camus Destouches                    | französischer Artillerieoffizier                                                                                          |       |       |
| 13. März | Konstantin von Buttlar                    | Fürstabt von Fulda (1714–1726)                                                                                            | 46    |       |
| 18. März | Franz Johann von Landsberg zu Erwitte     | Domherr in Trier, Münster und Osnabrück                                                                                   | 65    |       |
| 19. März | Johann Adolf von Anhalt-Zerbst            | Prinz von Anhalt-Zerbst                                                                                                   | 71    |       |
| 20. März | Ulrich Junius                             | deutscher Astronom, Geograph und Mathematiker                                                                             | 55    |       |
| 26. März | John Vanbrugh                             | englischer Barock-Architekt und Dramatiker                                                                                |       |       |
| 27. März | Carlo Luigi Pietragrua                    | italienischer Komponist, Kapellmeister und Chorleiter                                                                     |       |       |
| März     | Friedrich Ferdinand Bawyr von Frankenberg | bergischer Pfennigmeister, kaiserlicher Generalleutnant                                                                   |       |       |

## April
| Tag       | Name                                               | Beruf, bekannt als                                                                    | Alter | Beleg |
| --------- | -------------------------------------------------- | ------------------------------------------------------------------------------------- | ----- | ----- |
| 1. April  | Vicent Presiac                                     | valencianischer Komponist, Organist und Chormeister                                   |       |       |
| 4. April  | Bernhard Goeken                                    | deutscher Propst und Generalprior                                                     | 65    |       |
| 5. April  | Ludwig Babenstuber                                 | deutscher Benediktiner und Professor an der Salzburger Universität                    |       |       |
| 5. April  | Zacharias Wolf                                     | deutscher Soldat in gottorfischen Diensten, Adliger, Festungsbau-Ingenieur, Kartograf | 59    |       |
| 10. April | Johanna Margaretha von Schellendorf                | sächsische Standesherrin                                                              | 71    |       |
| 10. April | Franz Sebastian von Thürheim                       | k. k. Feldmarschall und Inhaber des Infanterieregiments No. 28                        | 61    |       |
| 12. April | Eberhard Finen                                     | deutscher evangelischer Theologe, Abt und Braunschweiger Hofprediger                  | 57    |       |
| 12. April | Vincenzo Olivicciani                               | italienischer Sänger (Kastrat, Sopran)                                                | 79    |       |
| 13. April | Johannetta Antoinetta Juliana von Sachsen-Eisenach | Prinzessin von Sachsen-Eisenach und Herzogin von Sachsen-Weißenfels-Querfurt          | 28    |       |
| 13. April | Antonio Palomino de Castro y Velasco               | spanischer Maler, Kunstschreiber und Geistlicher                                      |       |       |
| 13. April | Friedrich I. Vitzthum von Eckstädt                 | sächsischer geheimer Kabinettsminister                                                | 51    |       |
| 18. April | Henriette Amalie von Anhalt-Dessau                 | Fürstin von Nassau-Dietz, Regentin                                                    | 59    |       |
| 23. April | Giulio Piazza                                      | italienischer Kardinal                                                                | 63    |       |
| 24. April | Christian August von Schleswig-Holstein-Gottorf    | protestantischer Fürstbischof des Hochstifts Lübeck                                   | 53    |       |
| 24. April | Johann Georg Leuckfeld                             | Theologe, Schriftsteller, Historiker und Urkundensammler                              | 57    |       |
| 25. April | Benedikt Litwerig                                  | Abt des Zisterzienserklosters Ossegg in Nordböhmen                                    |       |       |
| 26. April | Jeremy Collier                                     | englischer Geistlicher                                                                | 75    |       |
| 26. April | Johann Bernhard Friese                             | deutscher Rechtswissenschaftler                                                       | 82    |       |

## Mai
| Tag     | Name                              | Beruf, bekannt als                                     | Alter | Beleg |
| ------- | --------------------------------- | ------------------------------------------------------ | ----- | ----- |
| 1. Mai  | Lorenzo Fieschi                   | römisch-katholischer Erzbischof von Genua und Kardinal | 83    |       |
| 8. Mai  | Catharina Christina von Ahlefeldt | Herzogin von Schleswig-Holstein-Glücksburg             | 38    |       |
| 13. Mai | Francesco Antonio Pistocchi       | italienischer Kastrat und Komponist                    |       |       |
| 19. Mai | Josef Anton Stranitzky            | österreichischer Schauspieler und Theaterdichter       | 49    |       |
| 21. Mai | Hermann Joachim Hahn              | protestantischer Prediger                              | 46    |       |
| 27. Mai | Simeon Nöthiger                   | Schweizer evangelischer Theologe                       | 67    |       |
| 28. Mai | Nikolaus Christoph Lyncker        | deutscher Rechtsgelehrter                              | 83    |       |
| Mai     | Christian Zickermann              | deutscher evangelischer Pfarrer und Geschichtsforscher | 53    |       |

## Juni
| Tag      | Name                      | Beruf, bekannt als                                     | Alter | Beleg |
| -------- | ------------------------- | ------------------------------------------------------ | ----- | ----- |
| 4. Juni  | Christian Thumb           | österreichischer Architekt                             |       |       |
| 12. Juni | Fabrizio Paolucci         | italienischer Kardinal der römisch-katholischen Kirche | 75    |       |
| 12. Juni | Johann Andreas Schmidt    | deutscher lutherischer Theologe und Kirchenhistoriker  | 73    |       |
| 18. Juni | Michel-Richard Delalande  | französischer Violinist und Komponist                  | 68    |       |
| 18. Juni | Michel Farinel            | französischer Violinist und Komponist des Barock       | 77    |       |
| 20. Juni | Johann Arnold Barckhausen | deutscher Rechtswissenschaftler                        | 74    |       |
| 22. Juni | Georg von Lilien          | preußischer Generalleutnant, Gouverneur von Geldern    | 73    |       |
| 23. Juni | Johann Esaias von Rühle   | Bürgermeister von Heilbronn                            | 70    |       |
| 26. Juni | Lüder Mencke              | deutscher Jurist                                       | 67    |       |
| 27. Juni | Johann Caspar Ripp        | deutscher Porzellan-, Fayence- und Blaumaler           |       |       |
| Juni     | Titus Schröder            | deutscher Geistlicher und Theologe                     |       |       |
| Juni     | Michael Szembek           | Weihbischof in Krakau                                  |       |       |

## Juli
| Tag      | Name                                             | Beruf, bekannt als                                                                                 | Alter | Beleg |
| -------- | ------------------------------------------------ | -------------------------------------------------------------------------------------------------- | ----- | ----- |
| 1. Juli  | Charlotte von Hanau-Lichtenberg                  | Gemahlin des Landgrafen Ludwig VIII. von Hessen-Darmstadt                                          | 26    |       |
| 1. Juli  | Maximilian Wilhelm von Braunschweig und Lüneburg | deutscher Soldat, Prinz von Braunschweig-Lüneburg und kaiserlicher Feldmarschall                   | 59    |       |
| 2. Juli  | Aurora Sanseverino                               | italienische Adelige, Dichterin und Kunstmäzenin                                                   | 57    |       |
| 3. Juli  | Galeazzo Marescotti                              | italienischer Kardinal der Römischen Kirche                                                        | 98    |       |
| 3. Juli  | Anikita Iwanowitsch Repnin                       | Generalfeldmarschall der russischen Armee                                                          |       |       |
| 5. Juli  | David Nerreter                                   | lutherischer Theologe und Generalsuperintendent                                                    | 77    |       |
| 6. Juli  | Andreas Gottlieb von Bernstorff                  | Kanzler in den Diensten des Fürstentum Lüneburg, Minister des Kurfürstentums Braunschweig-Lüneburg | 77    |       |
| 8. Juli  | Antonio Maria Bononcini                          | italienischer Cellist und Komponist                                                                | 49    |       |
| 9. Juli  | Johann Adam Haßlocher                            | deutscher lutherischer Geistlicher und Kirchenlieddichter                                          | 81    |       |
| 18. Juli | Franz Laubler                                    | deutscher Fleischer und Söldner; Mörder des Dresdner lutherischen Pfarrers Hermann Joachim Hahn    |       |       |
| 20. Juli | Henri Jacques Nompar de Caumont                  | französischer Autor und Politiker                                                                  | 51    |       |
| 20. Juli | Johann Dientzenhofer                             | bayerischer Baumeister der Barockzeit                                                              | 63    |       |
| 21. Juli | Johannes du Buisson                              | preußischer Generalmajor                                                                           |       |       |
| 21. Juli | William Caulfeild, 2. Viscount Charlemont        | anglo-irischer Adliger und Offizier                                                                |       |       |
| 22. Juli | Johann Christian Nesen                           | deutscher Jurist, Stadtschreiber, Hof- und Justizrat, Bürgermeister und Stadtrichter in Zittau     | 73    |       |
| 25. Juli | Philibert-Charles de Pas de Feuquières           | französischer Bischof                                                                              | 69    |       |
| 26. Juli | Filoteo Zassi                                    | griechisch-katholischer Titularerzbischof und Apostolischer Vikar                                  | 72    |       |
| Juli     | Gotthard Ploennies                               | deutscher Jurist, Ratsherr in Lübeck                                                               | 68    |       |

## August
| Tag        | Name                                             | Beruf, bekannt als | Alter | Beleg |
| ---------- | ------------------------------------------------ | --- | ----- | ----- |
| 1. August  | Gabriel Rühle                                    | deutscher Zimmermeister und Architekt                                                                                    | 68    |       |
| 4. August  | Erik Sparre af Sundby                            | schwedischer Diplomat, Reichsrat, Feldmarschall und Maler                                                                | 61    |       |
| 8. August  | Auguste von Baden-Baden                          | badische Prinzessin, Ehefrau des Herzogs von Orléans                                                                     | 21    |       |
| 9. August  | Nikolaus II Bernoulli                            | Schweizer Mathematiker und Jurist                                                                                        | 31    |       |
| 13. August | Anthoni Schoonjans                               | flämischer Maler |       |       |
| 14. August | Bernhardine Sophia von Ostfriesland und Rietberg | Fürstäbtissin von Essen                                                                                                  |       |       |
| 15. August | Erich Melchior Lunde                             | deutscher lutherischer Theologe und Generalsuperintendent                                                                | 54    |       |
| 26. August | Robert Beverley                                  | amerikanischer Historiker                                                                                                |       |       |
| 29. August | Johann Jacobi                                    | deutscher Erzgießer | 64    |       |
| 29. August | Johann Adrian Slevogt                            | deutscher Mediziner | 72    |       |
| 30. August | Eleonore Wilhelmine von Anhalt-Köthen            | Prinzessin von Anhalt-Köthen, durch Heirat nacheinander Prinzessin von Sachsen-Merseburg und Herzogin von Sachsen-Weimar | 30    |       |

## September
| Tag           | Name                                 | Beruf, bekannt als                                                                     | Alter | Beleg |
| ------------- | ------------------------------------ | -------------------------------------------------------------------------------------- | ----- | ----- |
| 2. September  | Eleonore von Dönhoff                 | Ehefrau des brandenburgisch-preußischen Generalfeldmarschalls Hans Albrecht von Barfus | 51    |       |
| 3. September  | Johann Christoph Weigel              | deutscher Kupferstecher, Kunsthändler und Verleger in Nürnberg                         | 65    |       |
| 5. September  | Bernd von der Marwitz                | preußischer Generalmajor sowie Erbherr auf Leine                                       | 65    |       |
| 16. September | Jakob Prandtauer                     | österreichischer Barockbaumeister                                                      | 66    |       |
| 17. September | Louis Remy de la Fosse               | französischer Architekt, der in Deutschland wirkte                                     |       |       |
| 18. September | Johann Eberhard von Droste zu Zützen | sächsischer General, Kommandeur der Festung Königstein                                 | 64    |       |

## Oktober
| Tag         | Name                               | Beruf, bekannt als                                                               | Alter | Beleg |
| ----------- | ---------------------------------- | -------------------------------------------------------------------------------- | ----- | ----- |
| 2. Oktober  | Johann Heinrich Kindervater        | deutscher Geistlicher, Theologe und Kirchenlieddichter                           | 51    |       |
| 3. Oktober  | Edward Stradling                   | britischer Politiker                                                             | 27    |       |
| 4. Oktober  | Johann Friedrich Olearius          | deutscher Rechtswissenschaftler                                                  | 47    |       |
| 4. Oktober  | Cornelia de Rijck                  | niederländische Malerin                                                          | 72    |       |
| 9. Oktober  | Johann Georg Judas                 | Architekt, Hofbaumeister im Kurfürstentum Trier                                  | 87    |       |
| 9. Oktober  | Kasimir Wilhelm von Hessen-Homburg | Prinz von Hessen-Homburg                                                         | 36    |       |
| 27. Oktober | Johann Friedrich Bachoff von Echt  | deutscher Jurist, Hofbeamter und Staatsmann                                      | 83    |       |
| 27. Oktober | Franz de Gabrieli                  | Architekt                                                                        |       |       |
| 27. Oktober | John Stevens                       | britischer Übersetzer, Romanist und Hispanist                                    |       |       |
| 31. Oktober | Johann Christoph von Ponickau      | königlich-polnischer und kurfürstlich-sächsischer Stiftshauptmann und Kammerherr | 74    |       |

## November
| Tag          | Name                                      | Beruf, bekannt als                                                                                              | Alter | Beleg |
| ------------ | ----------------------------------------- | --- | ----- | ----- |
| 4. November  | Mannus Riedesel                           | deutscher Zimmermeister                                                                                         | 64    |       |
| 6. November  | Johann Burchard May                       | deutscher Philologe und Historiker                                                                              | 74    |       |
| 10. November | Simon Wolf Oppenheimer                    | Hofjude, Kaufmann und braunschweig-lüneburgischer Bankier in Hannover                                           |       |       |
| 13. November | Sophie Dorothea von Braunschweig-Lüneburg | Kurprinzessin von Hannover und (ab 1714) de jure Königin von England                                            | 60    |       |
| 16. November | Giacomo del Pò                            | italienischer Maler                                                                                             | 71    |       |
| 21. November | Georg von Forstern                        | deutscher Jurist, Gutsbesitzer, Hof- und Regierungsrat in Sachsen-Gotha-Altenburg, Konsistorialpräses und Autor | 48    |       |
| 27. November | Christoph Bernhard von Nagel              | General in Münster                                                                                              | 61    |       |
| 28. November | Magdalena Sibylla von Sachsen-Weißenfels  | durch Heirat Herzogin von Sachsen-Eisenach                                                                      | 53    |       |
| 30. November | Georg Theodor Reineck                     | Stadtkantor in Weimar und Kirchenkomponist                                                                      |       |       |

## Dezember
| Tag          | Name                      | Beruf, bekannt als                                  | Alter | Beleg |
| ------------ | ------------------------- | --------------------------------------------------- | ----- | ----- |
| 1. Dezember  | Georg Andreas Kraft       | deutscher Barockkomponist                           |       |       |
| 3. Dezember  | Petrus Wolfart            | deutscher Mediziner                                 | 51    |       |
| 4. Dezember  | Ernst Bogislav von Kameke | preußischer Staatsminister und General-Postdirektor | 51    |       |
| 5. Dezember  | Dominicus Geyer           | Abt des Zisterzienserklosters Grüssau               | 64    |       |
| 6. Dezember  | Maria Anna Lindmayr       | deutsche Karmelitin und Mystikerin                  | 69    |       |
| 10. Dezember | Thomas Fritsch            | Verlagsbuchhändler                                  |       |       |
| 14. Dezember | François Dumont           | französischer Bildhauer des Barock                  |       |       |
| 17. Dezember | Otto Curtius              | deutscher Pfarrer von Golzheim                      | 73    |       |
| 18. Dezember | Georg Wilhelm             | Markgraf von Brandenburg-Bayreuth                   | 48    |       |
| 23. Dezember | Giovanni Battista Bussi   | Römisch-katholischer Bischof und Kardinal           | 69    |       |
| 30. Dezember | Sigmund I. Batthyány      | ungarischer Magnat und Grundherr                    | 52/53 |       |
| 31. Dezember | Peter Kolb                | deutscher Lehrer und Völkerkundler                  | 51    |       |

## Datum unbekannt
| Tag | Name                          | Beruf, bekannt als                                                          | Alter | Beleg |
| --- | ----------------------------- | --------------------------------------------------------------------------- | ----- | ----- |
|     | Antonio Bellucci              | italienischer Maler des Rokoko                                              |       |       |
|     | Carmine Nicolao Caracciolo    | spanischer Grande, Vizekönig von Peru                                       |       |       |
|     | Margaret Clap                 | englische Wirtin, Schlüsselfigur der homosexuellen Geschichte               |       |       |
|     | Johann Frisching              | Schweizer Offizier und Magistrat                                            |       |       |
|     | Alessandro Gherardini         | italienischer Maler                                                         |       |       |
|     | Alexander Gordon, 2. Baronet  | schottischer Adliger                                                        |       |       |
|     | Wolfgang Ludwig von Grünthal  | Adeliger, Hofkriegsrat von Baaden-Durlach und Vizekommandant von Pforzheim. |       |       |
|     | Muhammad Mubarak Khan I.      | Emir von Shikarpur (Pakistan)                                               |       |       |
|     | Margarete Lucia von der Osten | Landrätin, Greifenberger Stifterin                                          |       |       |
|     | Heinrich Rantzau              | schleswig-holsteinischer krimineller Gutsherr                               |       |       |
|     | Sultan Hosein                 | iranischer Schah der Safawidendynastie                                      |       |       |